# Rupcza
Rupcza (bułg. Рупча) – wieś w Bułgarii, w obwodzie Burgas, w gminie Ruen. W 2023 roku liczyła 472 mieszkańców.